# Thư viện Baworowscy

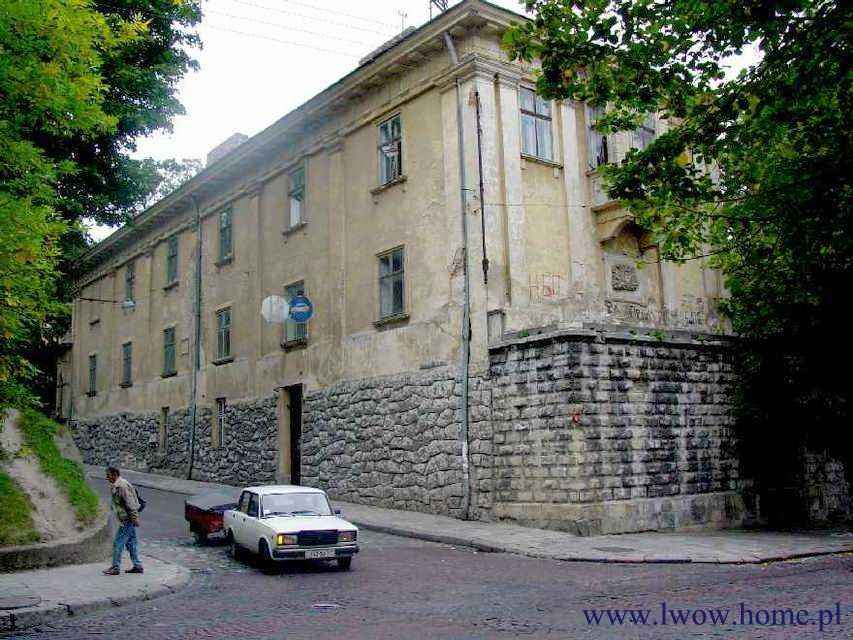
Lviv - The Sieniawski Arsenal - văn phòng chính của Thư viện

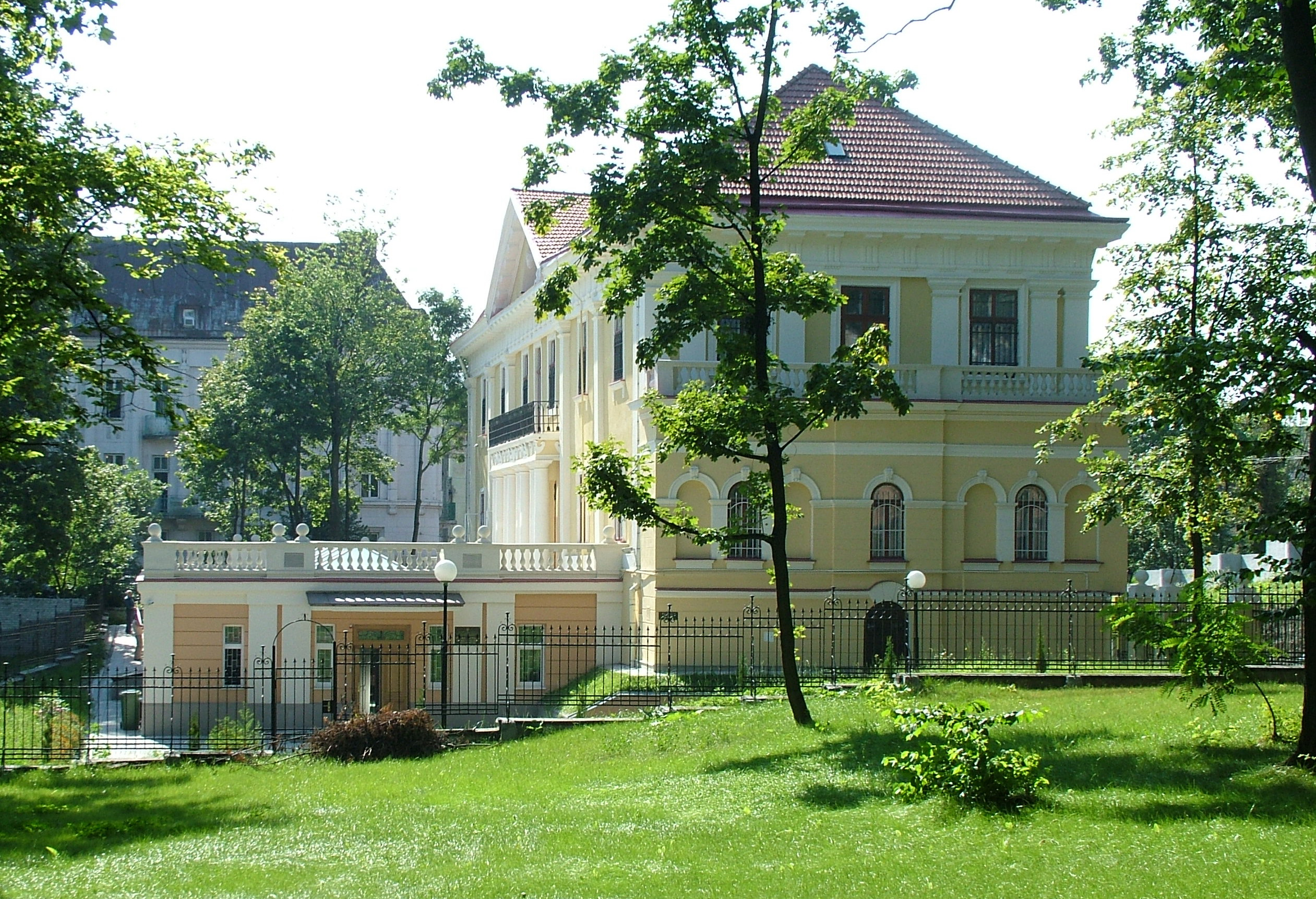
Thư viện Baworowscy

Thư viện Baworowscy (Ba Lan: Biblioteka Baworowskich) là một trong những thư viện lớn của Ba Lan, với hàng ngàn cuốn sách và tài liệu lịch sử. Nó nằm ở Lwow (nay là Lviv, Ukraine) và không còn tồn tại sau Thế chiến II.

## Lịch sử
Thư viện được thành lập vào giữa thế kỷ 19, bởi bá tước Wiktor Baworowski (1826-1894), một người rất ngưỡng mộ văn học, đồng thời là dịch giả của các tác phẩm của Lord Byron và Victor Hugo. Baworowski đã có một bộ sưu tập lớn các tác phẩm nghệ thuật và một thư viện riêng gồm khoảng 60.000 quyển sách. Ông sở hữu cung điện của riêng mình ở Lwow, nơi từng là kho vũ khí cũ của gia đình Sieniawski. Kho vũ khí được xây dựng vào năm 1630 bởi tướng pháo binh Pawel Grodzicki. Vào thế kỷ 19, nó thuộc về gia đình Czartoryski, và sau đó được gia đình Baworowski mua lại. Các chủ sở hữu mới sau đó trang trí lại tòa nhà, biến nó vào năm 1830 trở thành một cung điện.
Phần quan trọng nhất của thư viện bao gồm các bài viết về địa hình quý giá, và các tài liệu lịch sử trong sách và bản thảo. Năm 1944, nó có khoảng 38.000 bản in, bao gồm 30 bản thảo in lần đầu tiên và 1254 bản thảo. Ngoài ra còn có phòng trưng bày với 285 bức tranh sơn dầu và 11 000 bản phác thảo. Bộ sưu tập bao gồm một số tài liệu quý giá nhất về lịch sử ban đầu của Ba Lan (Biên niên sử Wincenty Kadlubek, và Đạo luật Kazimierz Wielki), cũng như các bức thư và chữ ký của Julian Ursyn Niemcewicz, Jan Sniadeck, Aleksander Fredro, Stanks.
Trong những năm qua, Thư viện Baworowscy được mở rộng bởi các bộ sưu tập từ các thư viện khác. Tổng cộng, 15.000 bản in và 10.000 bản vẽ đã được thêm vào, bao gồm:
- một bộ sưu tập gồm 7.000 quyển sách của Zygmunt Czarnecki. Đây là những tài liệu hiếm có liên quan đến lịch sử và luật pháp Ba Lan thời kỳ đầu, nhưng cũng là tài liệu tôn giáo của Giáo phận Kraków và Poznan.
- một bộ sưu tập khoảng 8.000 quyển sách của Thế chiến thứ nhất, bao gồm tất cả các bản in của Ủy ban Quốc gia Tối cao

Thư viện cũng bao gồm một số đồ nội thất quý giá từ thế kỷ 17 và 18, vũ khí cũ, Trung Quốc, đồng hồ, tiền xu và huy chương. Phòng trưng bày nghệ thuật của thư viện bao gồm 300 tác phẩm của các họa sĩ Ba Lan, Hà Lan, Đức và Ý, như Mengs, Dolci, Renie, Domenichin, Canaletto, Juliusz Kossak.
Sau khi Liên Xô xâm chiếm miền đông Ba Lan, thư viện được quản lý bởi Rudolf Kotula, người vào ngày 13 tháng 4 năm 1940, cùng với hàng ngàn người Ba Lan, đã bị buộc phải đưa đến Siberia. Kotula đã được thay thế bởi Stefan Inglot của Ossolineum. Bộ sưu tập dần dần nằm rải rác trong các tổ chức do Liên Xô tạo ra. Từ năm 1941 đến 1944, dưới sự chiếm đóng của Đức, thư viện đã được mở cửa lại dưới sự quản lý của giáo sư Mieczyslaw Gebarowicz, người vào đầu năm 1944, khi Hồng quân tiến về phía tây, đã chuyển một số tác phẩm nghệ thuật cho Thư viện Quốc gia ở Krakow.